# القريين (كشر)

تعديل مصدري - تعديل

القريين هي إحدى قرى عزلة عاهم بني شهر بمديرية كشر التابعة لمحافظة حجة، بلغ تعداد سكانها 488 نسمة حسب تعداد اليمن لعام 2004.